# 潛艇戰

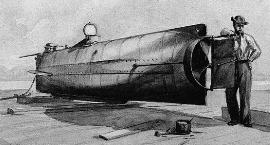
漢利號潛艇，為歷史上第一艘在作戰中擊沉敵方戰艦的潛艇。

潛艇戰是四種水底戰鬥方式之一，其他三種方式為: 反潛作戰、水雷戰和反水雷戰。